# 1414
1414 (MCDXIV) a fost un an comun al calendarului iulian, care a început într-o zi de luni.

## Evenimente
- Începe Conciliul de la Konstanz privind eradicarea „ereziei” husite și încetarea schismei papale dintre Roma și Avignon.
- În vară are loc Războiul Foamei, un scurt conflict între Regatul Poloniei aliat cu Marele Ducat al Lituaniei împotriva Cavalerilor Teutoni.

## Nașteri
- 7 noiembrie: Djami  (d. 1492)
- 21 iulie: Papa Sixt al IV-lea  (d. 1484)
- 3 octombrie: Munjong de Joseon  (d. 1452)
- dată necunoscută: Sebastian Maggi  (d. 1496)

## Decese
- 6 august: Ladislau de Napoli  (n. 1377)
- 1 martie: Viridis Visconti  (n. 1352)
- dată necunoscută: Stibor de Stiboricz  (n. 1348)